# تارسیس
۰° شمالی ۲۶۰° شرقی / ۰°شمالی ۲۶۰°شرقیBlue, Jennifer. "تارسیس". Gazetteer of Planetary Nomenclature. USGS Astrogeology Research Program.

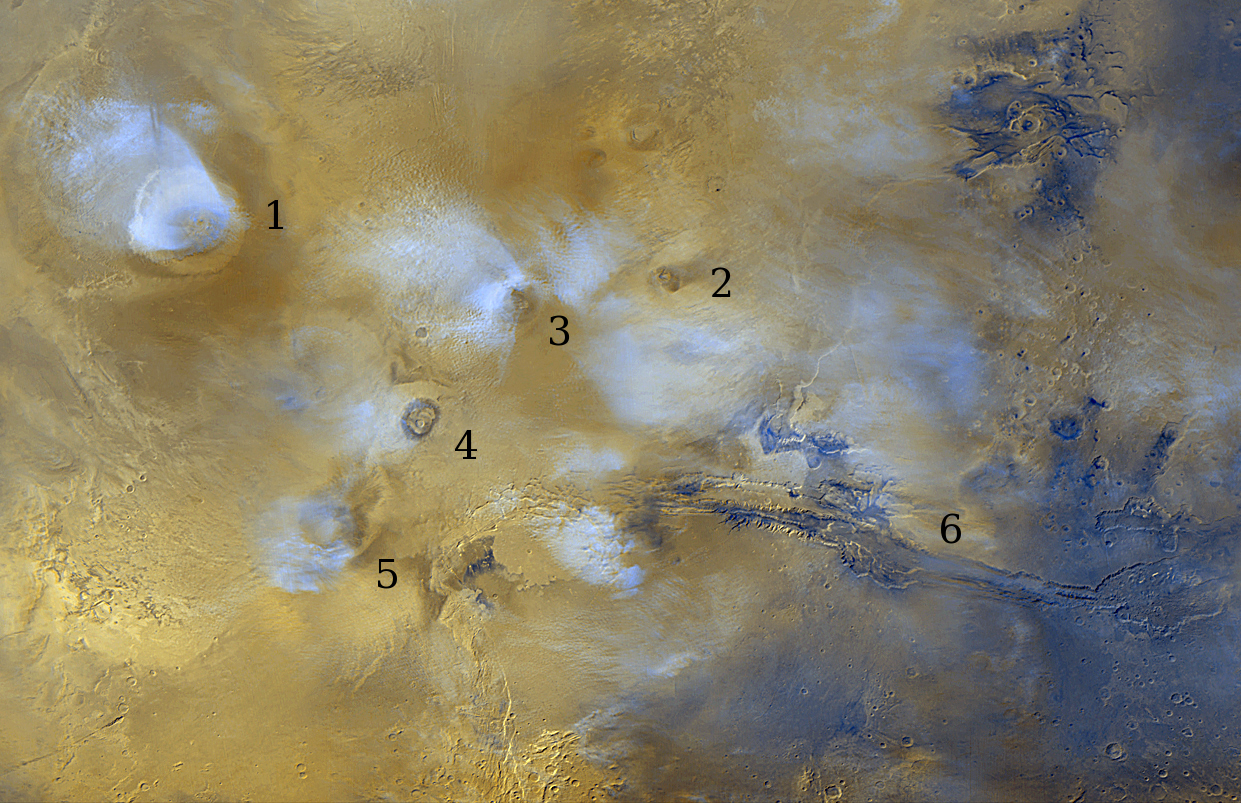
ابرهای از نوع سیروس بر فراز آتشفشان‌های تارسیس به هنگام باد شرقی. شمارهٔ: ۱-کوه المپوس ۲-گنبدوار تارسیس ۳-کوه آسکر ۴-کوه طاووس ۵-کوه آرسیا ۶-دره‌وار مارینر.

تارسیس (Tharsis) یک فلات بسیار بزرگ آتشفشانی است که در منطقه نیمگان (استوا) سیاره بهرام و در پایانهٔ غربی دره‌وار مارینر واقع شده‌است.
نام تارسیس از نام تارشیش در انجیل گرفته شده‌است. در انجیل، تارشیش نام باختری‌ترین سرزمین جهان شناخته‌شده است.
منطقه تارسیس شامل یک زمین بلند و بزرگ به نام پُشته تارسیس می‌شود که وسعتی برابر با آمریکای شمالی دارد (با قطری حدود ۵ هزار کیلومتر) و بلندای آن نسبت به پیرامون خود ۱۰ کیلومتر است.
پشته تارسیس چهار آتشفشان بزرگ دارد که بزرگ‌ترینشان به نام کوه الیمپوس ۱۵ کیلومتر از روی خود پشته بلندتر است.
دلیل برآمده شدن زمین در منطقه تارسیس هنوز به طور کامل روشن نیست. در بیشتر دوران‌های تاریخی مریخ، تارسیس شاهد فعالیت‌های آتشفشانی بوده‌است.
در گرداگرد تارسیس یک درازگودال حلقوی قرار دارد و در روبه‌روی تارسیس در سوی دیگر مریخ نیز زمینی برآمده به نام سرزمینه عربستان واقع شده‌است. این سرزمینه احتمالاً در اثر تأثیر وزن تارسیس پدید آمده‌است. تارسیس و سرزمینه عربستان هر دو بر ایجاد دره‌های زهکشی بر روی مریخ که در دور نوحی پدید آمده‌اند تأثیر داشته‌اند.